# Flehmer Bach
Der Flehmer Bach, auch Flehmebach genannt, ist ein 3,439 Kilometer langer orografisch rechter Zufluss der Lenne im Märkischen Kreis im Sauerland.
Er entspringt etwa auf einer Höhe von 260 m ü. NHN südlich der Schälkstraße in Grürmannsheide im geschützten Landschaftsbestandteil „Gehölzbestandenes Siepen“, rund 190 Meter nordöstlich des Anwesens Schälkstraße 11.
Etwa 425 Meter nach der Quelle, zwischen den Gewässerstationierungspunkten 3.1 und 2.9, speist das Wasser des Flusses einen Teich mit einer Fläche von etwa 1500 m² nahe dem Anwesen Im Kump 1.
Zwischen den Gewässerstationierungspunkten  2.3 und 2.1 nimmt der Flehmer Bach zwei Bäche von rechts in Fließrichtung auf. In der Deutschen Grundkarte sind diese Bäche nicht bezeichnet. Eine Gewässerkennzahl gibt es für sie auch nicht. Kurz danach fließt der Fluss östlich der geschlossenen Wohnbebauung des Stadtteils Stübbeken entlang. Nachdem er die Wohnbebauung verlassen hat, ist der Flehmer Bach verrohrt, unterquert die Sportplätze an der Schwerter Straße, den Zubringer zur Bundesautobahn 46 Richtung Autobahnkreuz Hagen und die BAB 46 selbst. Kurz darauf fließt er wieder unverrohrt bis in den Volksgarten Letmathe und wird dort zum sogenannten „Volksgartenteich“ mit einer Fläche von rund 7141 m² angestaut. Nach Verlassen des stehenden Gewässers bis zur Mündung ist der Fluss nun größtenteils verrohrt. Er durchquert kanalisiert das Zentrum von Letmathe.
Zwischen der neuen und der alten Bahnhofsbrücke mündet der Flehmer Bach auf einer Höhe von etwa 125 m ü. NHN verrohrt in die Lenne.
Der Fluss gilt seit jeher als Grenzbach zwischen den Ortsteilen Letmathe und Oestrich.